# Сумський театр для дітей та юнацтва
Сумський обласний академічний театр для дітей та юнацтва — обласний театр для дітей та юнацтва, розташований у середмісті Сум за адресою вул. Покровська, 6, у будівлі, що на початку ХХ століття була відома як «Театр Корепанова». Єдиний в Україні театр, який поєднує два види театрального мистецтва — драматичний та ляльковий.

## Будівля
Двоповерховий театр «Тіволі» був збудований в стилі модерн за проєктом відомого харківського архітектора О. М. Гінзбурга. Будівництво розпочалось 1907 року, перших глядачів театр прийняв у зимовий сезон 1911—1912 рр.
Торець театру орієнтований на вулицю. Фасад розбитий на три частини. Центральна частина на другому поверсі має напівкруглий виступ з довгими вікнами. Бокові частини мають по одному великому арочному отвору. Вестибюль першого поверху має широкі прямокутні двері та вузькі вікна. На даху будинку розташована відкрита тераса.
Театр для дітей та юнацтва отримав це приміщення 1981 року.
2011 року будівля театру була відремонтована і оновлена.

## Історія
Історія Сумського театру для дітей та юнацтва бере свій початок з 1975 року, коли до Сум приїхали п'ятеро випускників Харківського інституту мистецтв — режисер Олександр Рідний, артисти Ніна Фролова, Ліна Курцман, Віктор Опанасюк, Анатолій Новак, які організували в обласному центрі ляльковий театр. Першою виставою театру була казка «Чарівна калоша» за п’єсою В. Матвеєва  у постановці О. Рідного, прем'єра якої відбулася 28 грудня 1975 року.
У витоків театру стояла актриса Любов Голубцова, яка працює тут з 1975 року.
У 1976 колективом театру були створені ще дві лялькові вистави: «Маленька фея» і «Ох і Мицик» (за казками В. Рабадина та Ю. Чеповецького).
З  1978 року в театрі розпочав свій творчий шлях головний художник, заслужений художник України (1996) Едуард Ледньов.
Важливий етап в історії колективу настав з приходом режисера Олега Когута, який ініціював створення нового театру, що об'єднує драматичне і лялькове мистецтво.
21 квітня 1981 року наказом Міністерств а культури України Сумський театр ляльок було реорганізовано в обласний театр для дітей та юнацтва. Це був перший і єдиний в Україні  театр, репертуар якого охоплював всі вікові категорії глядачів. За роки перебування Олега Когута на посаді головного режисера і художнього керівника було поставлено близько 70 вистав: від казок до драм, комедій, трагедій.
1987 року Сумський театр для дітей та юнацтва (головний режисер О. Когут, головний художник Е. Ледньов) був відзначений обласною премією імені Пилипа Рудя.
З 1991 року на посаді керівника музичної частини театру працює відомий український композитор, заслужений діяч мистецтв України Володимир Прихожай.
Статус академічного театр отримав 23 листопада 2021 року.

## Репертуар і діяльність
У репертуарі Сумського театру для дітей та юнацтва понад 40 вистав, як лялькових, так і драматичних, які адресовані широкому колу глядачів. Вони створені за п'єсами українських і зарубіжних авторів, за українськими і російськими народними казками і казковим фольклором інших народів, за п'єсами класиків світової літератури. Серед них зокрема: «Пригоди Буратіно» О. М. Толстого, «Про Федора стрільця-молодецького молодця» Л. О. Філатова, «Сто тисяч» І. Карпенка-Карого, «Коза-дереза» С. Немировського, «Яскраво-червона квіточка» І. Карнаухової, «Езоп» Г. Фігейредо і чимало інших.

Щороку Сумський театр для дітей та юнацтва здійснює постановку 6—7 п'єс, як для дітей, так і для дорослих глядачів.
«Його специфіка полягає у тому, що театр поєднує у собі декілька напрямів театральної діяльності. Це мистецтво предмета, маски, ляльки, ігрові вистави та вистави для дорослої публіки. Головна особливість такої широкої спрямованості — задоволення потреб разновікової аудиторії, розширення творчого діапазону акторів, котрі працюють в театрі».
Сумський театр для дітей та юнацтва брав участь в багатьох фестивалях театрів ляльок і юного глядача, які проходили як в Україні, так і за її межами. Так, на ІІІ фестивалі ляльок у місті Луцьку вистава колективу «Царівна-жаба» (Н. Гернета) виборола перше місце.
Колектив театру з виставою-драмою «Таїна буття» за п’єсою Тетяни Іващенко (постановка Сергія Сидоренка) взяв участь у Міжнародному фестивалі-конкурсі «Львівська рапсодія – 2022», де отримав гран-прі.
Творчий колектив театру багато і успішно гастролює. У вересні 2023 року  актори театру зіграли виставу «Вакансія для сучого сина» на камерній сцені Національного академічного драматичного театру імені Івана Франка (режисер-постановник Ігор Азаров).
Запроваджено цікаві театральні проєкти: інтерактивна екскурс-гра «Пізнай театральний світ» (педагог театру разом із акторами-персонажами казок у формі гри знайомить дітей з реквізитом, театральними костюмами, ляльками), конкурс дитячого малюнку, «Батьківський тиждень» (сімейний перегляд дитячих вистав у вечірній час), «Майстри мистецтва — трудівникам села» (виїзди з  виставами театру до районів області), «Майстри мистецтва — майбутнім майстрам виробництва» (до перегляду вистав колективно залучаються учні коледжів, професійно-технічних училищ, ліцеїв).
У складних умовах воєнного часу театр не припиняє своєї роботи, вносячи відповідні корективи в репертуар, щоб юні й дорослі глядачі мали змогу абстрагуватися від тривожних буднів, отримати від вистав позитивні емоції. Розроблено окрему програму для дітей, які під час повітряних тривог перебувають в бомбосховищах. Для них педагог театру в ігровій формі проводить різноманітні рухливі та розвивальні ігри. Діти з родин військовослужбовців відвідують вистави безплатно. 
Артисти виступають у трудових колективах області, медичних закладах, де одужують воїни Збройних сил України.
Колектив театру постійно вдосконалює творчий процес, шукає нові форми роботи з маленькими і дорослими глядачами.

## Люди театру
Директори
- Крейза Юрій Григорович — з 1975
- Скрипниченко Борис Корнійович — з 1978
- Ніколов Петро Іванович — з 1984
- Конощенко Елла Василівна — з 1986
- Ігнатовський Олександр Миколайович — з 1989
- Ластовецький Анатолій Романович — 1997
- Лещенко Анатолій Іванович — 1998—2006

- Кулемза Віктор Ігнатович — 2006—2022[14]
- Юдін Микола Михайлович — з 7 липня 2022[15].

Головні режисери
1975—1979 — Рідний Олександр Федорович
1979—1991 — Когут Олег Рафаїлович, заслужений артист УРСР (1990)
1991—2016 — Мартюшов Володимир Іванович, заслужений діяч мистецтв України (1999)
з 2020 — Кобець Ганна Володимирівна.
Провідні актори
- Бурий Валентин Дмитрович (1949—2015) — народний артист України (2013)
- Зінченко Анфіса Миколаївна — заслужена артистка України (2017)
- Микитенко Валерій Миколайович (1959—2022) — заслужений артист України (2006)
- Микитенко (Ракута) Людмила Григорівна — заслужена артистка України (2007)

- Немировський Семен Михайлович — заслужений артист України (1996)
- Сокол Олександра Михайлівна — народна артистка України (1999)
- Стрельченко Михайло Павлович — заслужений артист України (2018)
- Федосенко Сергій Іванович — заслужений артист України (2011)
- Хорунжий Володимир Петрович — народний артист України (2011)
- Шерстюк Вадим Григорович — заслужений артист України (2019)[17].

## Виноски
1. ↑  Власенко, Валерій. До історії сумського театру [1910-1943 рр.]. history.sumy.ua (укр.). Процитовано 6 грудня 2020.
2. 1 2  Вертіль О. Зі сцени зігрівати любов'ю / Олександр Вертіль // Урядовий кур'єр. — 2023. — 9 лют. (№ 28). — С. 5 : фот.
3. ↑  Суми: пам'ять старих вулиць : збірник історико-краєзнавчих матерілів. — Київ, 2009. — С. 292 : фот.
4. 1 2  Історія театру. Сумський обласний театр для дітей та юнацтва. Процитовано 24 жовтня 2023. [Архівовано 2023-10-30 у Wayback Machine.]
5. ↑  Вертіль, Олександр (29 грудня 2011). «Золота валіза» в оновленому домі. Урядовий кур'єр. Процитовано 22 жовтня 2023.
6. 1 2  Михель М. Так с чего же все начиналось?: История ТЮЗа / Михаил Михель // Уик-энд (Сумы).  — 1994.  — № 19. — С. 10.  — (рос).
7. ↑  Свелеба, Татьяна (16 липня 2014). Лучшая мама на свете. Ваш шанс (рос.) . Процитовано 30 жовтня 2023.
8. ↑  Карпенко Г. Головний режисер ТЮГу / Г. Карпенко // Ленінська правда (Суми). 1990. 24 жовт.
9. ↑  Знайти відгук // Червоний промінь (Суми).  — 1987.  — 28 лип.
10. ↑  Сумський обласний театр для дітей та юнацтва отримав статус «Академічний». Сумська обласна військова адміністрація. 23 листопада 2021. Процитовано 17 серпня 2022.
11. ↑  Коваленко О. Новий сезон у старовинному приміщенні / Ольга Коваленко, Олеся Макарчук // Український театр. — 2007. — № 6. — С. 26.
12. ↑  Сумський театр для дітей та юнацтва виграв гран-прі конкурсу «Львівська рапсодія». The Sumy Post (сумські новини). 15 серпня 2022. Процитовано 17 серпня 2022.
13. ↑  Крахматова, Діана (12 вересня 2023). Сумський ТЮГ зіграв у театрі ім. Івана Франка в Києві. Суспільне: Новини. Процитовано 17 жовтня 2023.
14. ↑  Сумський театр для дітей та юнацтва [Архівовано 28 вересня 2015 у Wayback Machine.] на Вебсторінка Харківського Будинку актора ім. Леся Сердюка [Архівовано 24 січня 2010 у Wayback Machine.]
15. ↑  У Сумському обласному театрі для дітей та юнацтва – новий керівник. Сумські дебати. 8 липня 2022. Процитовано 17 серпня 2022.
16. ↑  У Сумському театрі юного глядача — новий головний режисер. Everyday.Sumy. 20 лютого 2020. Процитовано 16 жовтня 2023.
17. ↑  Указ президента України № 834/2019. Архів оригіналу за 9 листопада 2019. Процитовано 25 грудня 2019.